# Sa Carrela 'e Nanti

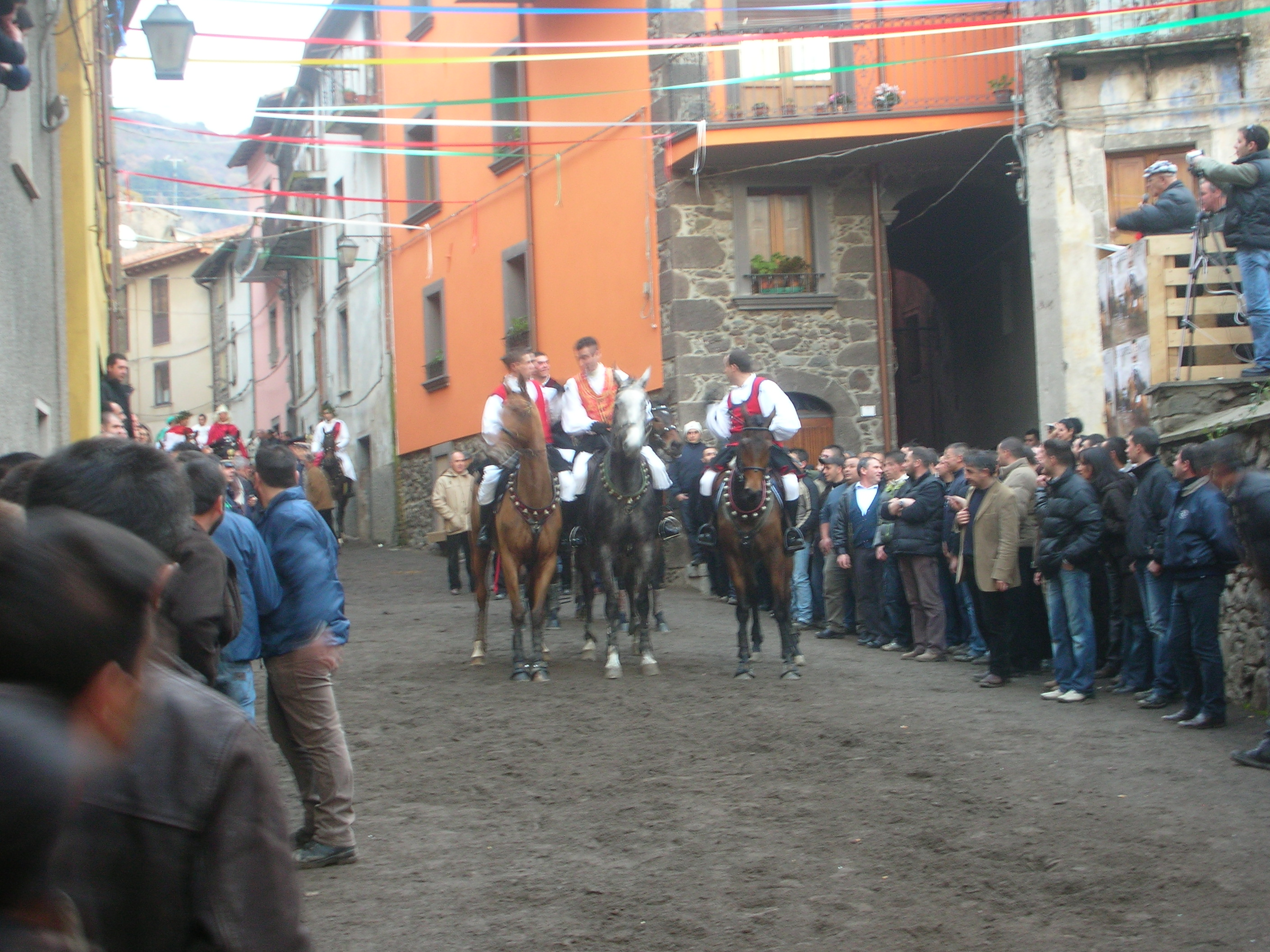
Pariglie a Sa Carrela 'e Nanti.

Sa Carrela 'e Nanti è una manifestazione tradizionale del carnevale di Santu Lussurgiu, un paese della provincia di Oristano situato ai piedi del versante sud orientale della catena del Montiferru, che si trova all'interno di un cratere di origine vulcanica, in un territorio, vasto all'incirca 100 km2, posto a 500 m s.l.m.

## L'origine del nome
Sa carrela ‘e nanti è la strada in terra battuta teatro di una sfrenata e pericolosa corsa a cavallo, chiamata allo stesso modo, in cui i partecipanti, tutti rigorosamente lussurgesi e organizzati in pariglie composte da due o tre cavalieri per volta, si sfidano in bravura, provando la propria maestria equestre, l'assetto durante la corsa, la compostezza dei cavalli lungo il tortuoso percorso.

## I giorni della manifestazione
La corsa si tiene l'ultima domenica di carnevale e si ripete il martedì; il lunedì è invece caratterizzato da "Su lunis de sa pudda" (il lunedì della gallina), prova di abilità che consiste nel decapitare, a dorso di un cavallo lanciato al galoppo, una gallina (un tempo viva, ora sostituita da un fantoccio) appesa a un filo a metà del percorso.